# 284e division de fusiliers (3e formation)
Pour les articles homonymes, voir 284e division.
« 14e division mécanisée (Union soviétique) » et « 89e division de fusiliers motorisés (1957) » redirigent ici. Pour les autres significations, voir 14e division et 89e division.
La 284e division de fusiliers (russe : 284-я стрелковая дивизия) est une division d'infanterie de de l'Armée rouge pendant la Seconde Guerre mondiale. Créée en 1943, elle sert sur les fronts tranquilles d'Extrême-Orient pendant la majeure partie du reste de la guerre avant de combattre brièvement contre les Japonais en Mandchourie en août 1945. La division devient après 1945 la 14e division mécanisée (russe : 14-я механизированная дивизия) puis 89e division de fusiliers motorisés (russe : 89-я мотострелковая дивизия) de 1957 à 1958.

## Historique
Une première 284e division de fusiliers est créée en juillet 1941 et détruite en septembre 1941. Une seconde 284e division de fusiliers (ru) est formé en décembre 1941 et devient en mars 1943 la 79e division de fusiliers de la Garde (en).
La troisième 284e division de fusiliers est créée en juillet 1943 en Transbaïkalie, en même temps que six autres divisions. Le colonel Vassili Stepanovitch Elikhov est nommé à sa tête le 15 juillet. Son ordre de bataille est le suivant, :
- 1043e régiment de fusiliers
- 1045e régiment de fusiliers
- 1047e régiment de fusiliers
- 820e régiment d'artillerie.

Elle est affectée à la 17e armée du front de Transbaïkalie.
Le colonel Elikhov est remplacé par le colonel Aslan Oussoupovitch Badjelidzé le 21 avril 1945. Quand l'Union soviétique déclare la guerre au Japon le 7 août 1945, la division rejoint l'offensive en Mandchourie. Elle rencontre peu de résistance et ne livre que peu de combats, voire aucun. Pour ses actions, la division reçoit néanmoins le titre honorifique de Khingan.
En octobre 1945, la division est renommée 14e division mécanisée, en garnison à Nertchinsk et affectée à la 6e armée de chars de la Garde. Elle est notamment composée des 38e, 39e et 40e régiments mécanisés (issus des 1043e, 1045e et 1047e régiments de fusiliers), du 53e régiment de chars (formé le 15 décembre 1945), du 206e régiment de chars (formé en novembre 1945 à partir de la 206e brigade) et du 105e bataillon de motocyclistes.
Le 4 juin 1957, elle est renommée 89e division de fusiliers motorisés, à Daouria (en) dans l'oblast de Tchita, au sein du district militaire de Transbaïkalie. Conservant le titre de Khingan, la division est composée des 39e, 376e et 379e régiments de fusiliers motorisés (respectivement formés à partir des 39e, 38e et 40e régiments mécanisés) et du 206e régiment de chars,. La division et ses régiments constitutifs, sont dissous le 1er juillet 1958,.